# 夢幻高潮 / 愛情就像靜電 / Singing ～就像那時候～
《夢幻高潮 / 愛情就像靜電 / Singing ～就像那時候～》（夢幻クライマックス / 愛はまるで静電気 / Singing ～あの頃のように～）是日本女子偶像組合℃-ute的第30張單曲，於2016年11月2日由zetima發售。

## 概要
- 《夢幻高潮 / 愛情就像靜電 / Singing ～就像那時候～》是℃-ute第三張3A單曲。
- A面曲《夢幻高潮》採用了貝多芬的月光奏鳴曲第三樂章作為旋律，作詞人大森靖子亦巧妙地將℃-ute元祖8位成員的名字藏在歌詞裏。
- 此單曲有6個版本，分別有初回生產限定盤A、B、C和通常盤A、B、C。「初回生產限定盤A」收錄了《夢幻高潮》的PV；「初回生產限定盤B」收錄了《愛情就像靜電》的PV；「初回生產限定盤C」收錄了《Singing ～就像那時候～》的PV。
- 在2016年11月14日於Oricon公信榜單曲週榜取得第2名。

## 收錄内容

### CD
1. 夢幻高潮
（作詞、作曲：大森靖子、編曲：大久保薫）
2. 愛情就像靜電
（作詞：兒玉雨子、作曲：星部ショウ、編曲：平田祥一郎）
3. Singing ～就像那時候～
（作詞、作曲：淳君、編曲：平田祥一郎）
4. 夢幻高潮（Instrumental）
5. 愛情就像靜電（Instrumental）
6. Singing ～就像那時候～（Instrumental）

### DVD

#### 初回生產限定盤A
1. 夢幻高潮（Music Video）

#### 初回生產限定盤B
1. 愛情就像靜電（Music Video）

#### 初回生產限定盤C
1. Singing ～就像那時候～（Music Video）

## 外部連結
- 早安家族官方網站 （页面存档备份，存于）（日語）
- YouTube上的《夢幻高潮》PV
- YouTube上的《愛情就像靜電》PV
- YouTube上的《Singing ～就像那時候～》PV